# Хусніддін Алікулов
Хусніддін Рузі огли Алікулов (узб. Xusniddin Ro'zi oʻgʻli Aliqulov, нар. 4 квітня 1999, Кітаб, Узбекистан) — узбецький футболіст, захисник клубу «Насаф» та національної збірної Узбекистану.

## Ігрова кар'єра

### Клубна
Займатися футболом Хусніддін Алікулов починав у клубі «Машал», з яким брав участь у Дитячій лізі чемпіонів у 2011 році. З 2017 року Алікулов почав грати за молодіжну команду «Машала».
У 2019 році Алікулов перейшов до складу «Насафа». З яким ставав срібним призером чемпіонату країни, вигравав національний кубок. Також грав у фіналах за суперкубок Узбекистану та у 2021 році у фіналі Кубка АФК, де «Насаф» поступився клубу з Бахрейну «Аль-Мухаррак».

### Збірна
У 2020 році Хусніддін Алікулов у складі збірної Узбекистану (U-23) брав участь у молодіжній першості Азії. 3 вересня 2020 року у товариському матчі проти команди Таджикистану Алікулов дебютував у національній збірній Узбекистану.

## Досягнення
Насаф
 Віце - чемпіон Узбекистану: 2020
 Переможець Кубка Узбекистану: 2021
- Фіналіст Кубка АФК: 2021